# Tianna Bartoletta
Tianna Bartoletta (nacida Tianna Madison; Elyria, Ohio, 30 de agosto de 1985) es una atleta de pista estadounidense, que se especializa en el salto de longitud y carreras cortas de velocidad. Fue campeona del mundo en salto de longitud interior y exterior en 2005 y 2006, respectivamente. 
Junto a Carmelita Jeter, Allyson Felix y Bianca Knight, ostenta el récord mundial en relevos de 4 x 100 m con 40.82 segundos, conseguido el 10 de agosto de 2012, durante los JJ. OO. de Londres 2012. Bartoletta también compitió en la prueba individual de 100 metros. Llegó a la final, terminando en cuarto lugar con una mejor marca personal de 10.85.

## Palmarés
| Fecha | Competencia                       | Sede             | Resultado | Prueba            | Marca        |
| ----- | --------------------------------- | ---------------- | --------- | ----------------- | ------------ |
| 2005  | Campeonato Mundial                | Helsinki         | 1°        | salto de longitud | 6,89 m       |
| 2006  | Campeonato Mundial Pista Cubierta | Moscú            | 2°        | salto de longitud | 6,80 m       |
| 2007  | Campeonato Mundial                | Osaka            | 10°       | salto de longitud | 6,47 m       |
| 2010  | DécaNation                        | Annecy           | 1°        | 100 m             | 11 s 42      |
| 2012  | Campeonato Mundial Pista Cubierta | Istanbul         | 3°        | 60 m              | 7 s 09       |
| 2012  | Juegos Olímpicos                  | Londres          | 4°        | 100 m             | 10 s 85      |
| 2012  | Juegos Olímpicos                  | Londres          | 1°        | 4 × 100 m         | 40 s 82 (WR) |
| 2014  | Campeonato Mundial Pista Cubierta | Sopot            | 3°        | 60 m              | 7 s 06       |
| 2014  | Relevos Mundiales                 | Nassau           | 1°        | 4 × 100 m         | 41 s 88      |
| 2014  | Copa Continental IAAF             | Marrakech        | 1°        | 4 × 100 m         | 42 s 44      |
| 2014  | Copa Continental IAAF             | Marrakech        | 3°        | salto de longitud | 6,45 m       |
| 2014  | Liga de Diamante                  | Liga de Diamante | 1°        | salto de longitud | ---          |
| 2015  | Relevos Mundiales                 | Nassau           | 2°        | 4 × 100 m         | 42 s 32      |
| 2015  | Campeonato Mundial                | Pekín            | 1°        | salto de longitud | 7,14 m       |
| 2016  | Juegos Olímpicos 2016             | Río de Janeiro   | 1°        | salto de longitud | 7,17 m       |